# اوپاکا دوژا
اوپاکا دوژا (به لهستانی:  Opaka Duża) یک روستا در لهستان است که در گمینا چرمخا واقع شده‌است.